# Группа вращений
Группа вращений (группа поворотов) в механике и геометрии — набор всех вращений вокруг начала координат в трёхмерном евклидовом пространстве {\displaystyle \mathbb {R} ^{3}}. По определению, вращение вокруг начала координат — линейное преобразование, которое сохраняет длину векторов, а также сохраняет ориентацию (правую и левую тройку векторов). Группа вращений изоморфна группе вещественных ортогональных матриц {\displaystyle 3\times 3} с определителем 1 (называемой специальной ортогональной группой размерности 3 — {\displaystyle \mathrm {SO} (3)}).

## Свойства
- Все группы вращений {\displaystyle \mathrm {SO} (n)}, в том числе {\displaystyle \mathrm {SO} (3)} и {\displaystyle \mathrm {SO} (2)}, являются группами Ли.
- Группы вращений {\displaystyle \mathrm {SO} (3)} и вообще {\displaystyle \mathrm {SO} (n)} при {\displaystyle n>2} некоммутативны.
- Группа {\displaystyle \mathrm {SO} (3)} диффеоморфна проективному пространству размерности 3. По теореме вращения Эйлера любое вращение можно задать прямой (осью вращения, заданной единичным вектором {\displaystyle v}), проходящей через центр координат, и углом {\displaystyle \varphi \in [-\pi ,\pi ]}. Можно было бы сопоставить каждому вращению вектор {\displaystyle \varphi v} и тем самым отождествить элементы группы вращения с точками шара радиуса {\displaystyle \pi }. Однако, такое сопоставление не было бы биективным, так как углам {\displaystyle \pi } и {\displaystyle -\pi } соответствует одно и то же вращение. Поэтому, отождествив диаметрально противоположные точки на границе шара, получим проективное пространство.
- Универсальная накрывающая группы {\displaystyle \mathrm {SO} (3)} является специальной унитарной группой {\displaystyle \mathrm {SU} (2)}, или, что то же самое, группой единичных по модулю кватернионов (действующих на касательном пространстве к единичной сфере сопряжениями). При этом накрытие двулистно.

## Вариации и обобщения
Иногда группами вращений называют специальную ортогональную группу {\displaystyle \mathrm {SO} (n)} — группу вращения  {\displaystyle n}-мерного евклидова пространства.
Особым случай является группа вращений плоскости {\displaystyle \mathrm {SO} (2)} или U(1); в отличие от случая вращения трёхмерного пространства, она является коммутативной.